# Remigio Crescini
Remigio Crescini (ur. 5 maja 1757 w Piacenzy, zm. 20 lipca 1830 w Montefiascone) – włoski duchowny katolicki, biskup Parmy, kardynał, benedyktyn.

## Życiorys
23 czerwca 1828 został wybrany biskupem Parmy, którym pozostał do śmierci. Sakrę przyjął 6 lipca 1828 w Rzymie z rąk kardynała Giuseppe Spiny. 27 lipca 1829 Pius VIII wyniósł go do godności kardynalskiej. 